# Broadsword-klassen
Broadsword-klassen (også omtalt som Type 22) er en fregattype bygget til Royal Navy. I alt blev der bygget 14 skibe, fordelt på tre serier (batches). Batch 3 er de eneste skibe stadig i brug i Royal Navy og forventes at udgå i løbet af foråret 2011 Syv batch 1 og 2 skibe er tidligere blevet solgt til Brasilien, Rumænien og Chile, to er blevet benyttet som skydemål og den sidste er blevet skrottet.

## Design
Type 22 blev designet som en primær ASW-enhed. Siden hen har udviklingen forbedret deres luftforsvars- og overfladekrigsførelsesevner, således at de nu kan bestride alle krigsførelser. Klassen blev bygget i tre serier; Broadsword, Boxer og Cornwall, dog bliver de skibskendingsmæssigt betragtet som en klasse, Broadsword-klassen.
De fire enheder i den første serie (som inkluderer to skibe der tjente under Falklandskrigen) blev alle solgt til Brasilien i midten af 1990'erne. Rumænien købte og moderniserede to Batch 2 skibe, det samme gjorde Chile.
Skibene har udvidede stabsfaciliteter, hvilket betyder de er i stand til at styre en task group under øvelser eller mindre operationer.

## Udvikling
Type 22 var tænkt som en opfølgning på Type 12 fregatterne samt Leander-klassen på et tidspunkt hvor Royal Navy trak en klar linje mellem antiubådsenheder (fregatter) og luftforsvarsenheder (destroyere). Type 22 begyndte som en primær ASW-enhed, men udviklede sig senere til en multirollefregat efterhånden som grænserne mellem antiubådsfregatter og luftforsvarsdestroyere langsomt blev løsere.
Broadsword-klassens egenskaber stammer tilbage fra en rapport fra flådestaben omhandlende flådens behov ud fra de politiske ønsker i 1967. Efter hangarskibsprogrammet blev skrinlagt ændrede Royal Navy sine behov ud fra de nye præmisser, hvilket resulterede i fem nye skibsklasser:
- En større krydser med plads til antiubådshelikoptere – Dette førte senere til Invincible-klassen.
- En luftforsvarsdestroyer, mindre og billigere end County-klassen – Dette førte til Sheffield-klassen.
- En missilbevæbnet fregat som en eventuel efterfølger til Leander-klassen – Dette førte til Broadsword-klassen.
- En billig patruljefregat – Dette førte til Amazon-klassen
- En kombineret minestryger og minerydningsfartøj – Dette førte til Hunt-klassen

Af ovenstående, havde luftforsvarsdestroyerne den højeste prioritet, da det var vigtigt at få et skib der kunne beskytte flåden mod lufttruslen, nu hvor hangarskibet blev annulleret.
Visuelt er der ikke åbenlyse ligheder mellem Type 12 og Type 22, dog er det efter sigende ligheder mellem skrogene under vandlinien. På grund af arbejdspresset på Admiralitetets designdepartement indkøbtes et privat design (Type 21) tænkt som et midlertidigt hulstopning mens Broadsword-designet var under udvikling. Designprocessen der allerede var hæmmet af den samtidige udvikling af Type 42-destroyerne og bygningen af Type-21 skibene, blev yderligere hæmmet da man begyndte at undersøge muligheden for at bygge en fælles platform med den hollandske flåde. Den første enhed af Broadsword-klassen blev bestilt i 1972 hos Yarrow værftet; Yarrow stod for meget af ufuldstændige design, mens det overordnede ansvar lå hos skibsdepardementet i Bath.
Skibenes fremdrivning er en kombination af Olympus og Tyne gasturbiner i en COGOG (COmbined Gas turbine Or Gas turbine) system. Maskineriet blev i den første serie placeret så langt agterude som muligt for således at kunne minimere aksellængden. Efterfølgende blev behovet for en større hangar samt et større helikopterdæk prioriteret højere og man måtte derfor ændre lidt i opbygningen af maskinrummet.
Våbenpakken var prioriteret af skibets primære rolle som ASW-enhed med et tillempet behov for våben mod lufttruslen og overfladetruslen. Hovedbevæbningen er skibets Westland Lynx helikopter og skibets to tredobbelte torpedoapparater sammenholdt med 2087 TASS, som er en nøglesensor i ubådsbekæmpelsen. Luftforsvaret udgøres af to seksdobbelte Sea Wolf affyringssystemer. Exocet-missiler blev installeret for således at have mulighed for at engagere overflademål.
Broadsword-designet var unik på den måde at man ikke havde installeret en kanon, Selvom enkelte af Leander-klassen fik fjernet deres kanon under opdateringer var HMS Broadsword (F88) den første enhed der blev designet helt uden muligheden for at installere en kanon. Dette blev ændret i Batch 3.
Bestillingen af Broadsword-klassen var langsom, hvilket til dels var på grund af de relativt høje produktionsomkostninger. Prisen per enhed ved de sidste af Type 12 var på omkring 10 millioner pund, type 21 omkring 20 millioner £ og det var forventet at prisen på en Type 22 ville ende på omkring 30 millioner pund. Da det første skib, HMS Broadsword (F88) hejste kommando i 1979 havde inflationen fået prisen til at sige til 68 millioner pund, hvilket var meget højere end den samtidige Type 42-destroyer HMS Glasgow (D88) der også hejste kommando samme år og kostede 40 millioner pund.
Efter de første fire (Batch 1) skibe blev skroglængden forøget og en anden tydelig ændring var den ændrede stævn der normalt forbindes med et bovmonteret sonarsystem, selvom ingen af skibene i batch 2 var udstyret med sådant et system.
Batch 2 ville måske havde været de sidste skibe i klassen, havde det ikke været for Falklandskrigen i 1982 hvor to af skibene (Broadsword og Brilliant) i klassen gjorde sig positivt bemærket. Erstatningerne for skibene der blev tabt under konfrontationen med Argentina var alle af Broadsword-klassen.

### Batch 3
De sidste fire skibe i klassen (Cornwall, Cumberland, Campbeltown og Chatham) var et ganske forbedret design i forhold til de oprindelige skibe i klassen. De erfaringer man havde gjort sig under Falklandskrigen gjorde at man havde ændret våbenpakken til at kunne deltage i alle krigsførelser. Skibene blev udstyret med en 114 mm Vickers kanon for således at kunne deltage i kystbombardementer. Klassens fire Exocet-missiler blev erstattet af det dobbelte antal af det overlegne Harpoon-missil samt en Goalkeeper CIWS.
Type 22 Batch 3 var de største fregatter nogensinde bygget til Royal Navy, efterfølgeren Type 23 var størrelsesmæssigt noget mindre. På dette grundlag var det som oftest Broadsword-klassen der medbragte en stab når man ikke kunne undvære et større skib som eksempelvis et hangarskib.

## Falklandskrigen
Broadsword-klassen var de eneste skibe udstyret med Sea Wolf-missiler i Falklandskrigen i 1982. Sea Wolf var designet til at ramme lavtflyvende fly og sømålsmissiler. Royal Navys andre missiler, Sea Dart og Sea Slug, var mindre egnede mod disse mål. Argentina havde selv Sea Dart og kendte dets begrænsninger. De argentinske jagerbombere angreb derfor i lav højde. Briterne havde F88 Broadsword og F90 Brilliant med, og de nedskød fire argentinske fly. Royal Navy havde ingen 'rigtige' hangarskibe i 1982, så man kunne ikke opnå luftherredømmet over øerne. Kontreadmiral Woodward forsøgte at lade en type 42-destroyer og en type 22-fregat arbejde sammen (kaldet 42/22-kombination). Destroyerens Sea Dart-missiler skulle tvinge angriberne ned i lav højde, hvor fregattens Sea Wolf-missiler var effektive. Destroyerens 4,5-tommers kanon skulle bombardere argentinske stillinger på øerne for at fremprovokere et luftangreb. Efterhånden skulle Argentina miste fly nok til at briterne kunne opnå lokalt luftherredømme. Argentinerne sparede på flyene til briterne gik i land, så det gik ikke efter planen.

## Nomenklatur
Oprindeligt var det tænkt at alle skibene i Broadsword-klassen skulle begynde med 'B' (Broadsword, osv), efter 'A' navnene blev benyttet til Type 21 (Amazon, osv). Dette blev ændret da man under konstruktionen af to skibe ændrede navnene på to af skibene for at ære de to destroyere der gik tabt under falklandskrigen, ved at benytte deres navne (Sheffield og Coventry), et tredje skib London, ændrede også navn, dog ikke af af helt de samme årsager. Den alfabetiske navngivning blev genoptaget med Batch 3 (Cornwall, osv) før den igen blev midlertidig droppet i forbindelse med Duke-klassen der er navngivet efter hertugdømmer. Med Royal Navy's nyeste destroyer-klasse (Daring-klassen) har man genoptaget traditionen for navngivningen af skibe, og her benytter man destroyernavne fra 1930'erne og 1950'erne.
De fire navne brugt i Batch 3 var et interessant sammenfald: To, Cornwall og Cumberland, benyttede gamle County-klasse navne benyttet af skibs-klasser benyttet i henholdsvis første og anden verdenskrig. De andre to skibe, Chatham og Campbeltown, benyttede bynavne. Chatham havde ikke været brugt siden Town-klassen, en let krydser fra 1910 og blev valgt som en sidste ære til byen Medwey, hvor orlogsværftet Chatham Dockyards lukkede i 1984 efter 414 år. Campbeltown var navnet på en amerikansk destroyer der blev overført til Royal Navy under 2. verdenskrig og vandt stor hæder for sin rolle under Operation Chariot (angrebet på St. Nazaire).

## Skibe i klassen
| Pnt.    | Navn                   | Kølen lagt         | Søsat             | Indgået           | Navngivet af            | Skæbne                                                           | Kaldesignal |         |
| Batch 1 | Batch 1                | Batch 1            | Batch 1           | Batch 1           | Batch 1                 | Batch 1                                                          | Batch 1     | Batch 1 |
| ------- | ---------------------- | ------------------ | ----------------- | ----------------- | ----------------------- | ---------------------------------------------------------------- | ----------- | ------- |
| F88     | Broadsword             | 7. februar 1975    | 12. maj 1976      | 4. maj 1979       |                         | Solgt til Brasilien den 18. november 1994 som F46 Greenhalg      | GUUS        |         |
| F89     | Battleaxe              | 4. februar 1976    | 18. maj 1977      | 28. marts 1980    |                         | Solgt til Brasilien den 18. november 1994 som F49 Rademaker      | GVEX        |         |
| F90     | Brilliant              | 25. marts 1977     | 15. december 1978 | 15. maj 1981      |                         | Solgt til Brasilien den 18. november 1994 som F47 Dodsworth      | GVOJ        |         |
| F91     | Brazen                 | 18. august 1978    | 4. marts 1980     | 2. juli 1982      |                         | Solgt til Brasilien den 18. november 1994 som F48 Bosísio        | GZIT        |         |
| Batch 2 |                        |                    |                   |                   |                         |                                                                  |             |         |
| F92     | Boxer                  | 1. november 1979   | 17. juni 1981     | 22. december 1983 |                         | Udgået 4. august 1999, sunket som skydemål i 2004                | GBBK        |         |
| F93     | Beaver                 | 20. juni 1980      | 8. maj 1982       | 13. december 1984 |                         | Udgået 1. maj 1999, efterfølgende skrottet                       | GBBL        |         |
| F94     | Brave                  | 24. maj 1982       | 19. november 1983 | 4. juli 1986      |                         | Udgået 23. marts 1999, sunket som skydemål i 2004                | GCBK        |         |
| F95     | London (ex-Bloodhound) | 7. februar 1983    | 27. oktober 1984  | 5. juni 1987      |                         | Solgt til Rumænien den 14. januar 2003 som F222 Regina Maria     | GDBV        |         |
| F96     | Sheffield (ex-Bruiser) | 29. marts 1984     | 26. marts 1986    | 26. juli 1988     | Mrs Susan Stanley       | Solgt til Chile i april 2003 som FF-19 Almirante Williams        | GDKF        |         |
| F98     | Coventry (ex-Boadicia) | 29. marts 1984     | 8. april 1986     | 14. oktober 1988  |                         | Solgt til Rumænien den 14. januar 2003 som F221 Regele Ferdinand | GDKG        |         |
| Batch 3 |                        |                    |                   |                   |                         |                                                                  |             |         |
| F99     | Cornwall               | 19. september 1983 | 14. oktober 1985  | 23. april 1988    | Hertuginden af Cornwall | Udgået 30. juni 2011                                             | GDLU        |         |
| F85     | Cumberland             | 12. oktober 1984   | 21. juni 1986     | 10. juni 1989     |                         | Udgået 23. juni 2011                                             | GAAP        |         |
| F86     | Campbeltown            | 4. december 1985   | 7. oktober 1987   | 27. maj 1989      |                         | Udgået 7. april 2011                                             | GABK        |         |
| F87     | Chatham                | 12. maj 1986       | 20. januar 1988   | 4. maj 1990       | Lady Oswald             | Udgået 9. februar 2011                                           | GABL        |         |